# Iglesia de San Andrés (Cantalejo)
La iglesia de San Andrés es una iglesia católica dedicada a Andrés el Apóstol sita en la localidad de Cantalejo, en la provincia de Segovia, comunidad autónoma de Castilla y León, España.
Recibió la catalogación de Bien de Interés Cultural, con categoría de monumento, el 28 de diciembre de 1995.

## Descripción
Construcción del siglo XVII, de grandes proporciones, presenta planta basilical, formada por tres naves con cabecera plana y torre a los pies, como los dos puntos que marcan su eje central. Rodeando la capilla mayor, en sus tres lados, aparecen las capillas secundarias y la sacristía.
La Capilla Mayor tiene forma rectangular, y se cubre con bóveda semiesférica gallonada sobre trompas. Un esbelto arco triunfal de medio punto, con capiteles corintios y columnas estriadas, sirve de transición en la nave central.
Las tres naves se dividen en cuatro tramos mediante cuatro arcos formeros de medio punto, sobre los cuales se sitúan los óculos, destinados a la iluminación de la nave central. El primer tramo de la nave se cubre mediante bóvedas de crucería góticas, de piedra, y el resto con bóveda de cañón.
Su exterior es de gran homogeneidad, a pesar de que la obra es resultado de ocho fases constructivas, desde 1698 a 1793. Todo el edificio aparece recorrido por un zócalo, de mampostería, con algunas partes en sillar.
La portada sigue un esquema barroco, formada por dobles pilastras cajeadas, situadas simétricamente a ambos lados, doble imposta y cornisa, que sirve de base a la hornacina que alberga la imagen de San Andrés, repitiendo las pilastras a ambos lados y coronado por un frontón circular.
La torre tiene tres cuerpos, los inferiores en mampostería y el superior en sillar, que presenta dos arcos de medio punto por cada lado.